# Lewis Tewanima
Lewis Tewanima (ur. w 1888 w Songoopavi w Second Mesa w Arizonie, zm. 18 stycznia 1969 w Second Mesa) – amerykański lekkoatleta (długodystansowiec), wicemistrz olimpijski z 1912.
Był Indianinem Hopi. Urodził się na terenie rezerwatu Indian w Arizonie. W 1907 został wysłany do szkoły dla Indian w Carlisle w Pensylwanii. Tam szybko zdobył uznanie jako uzdolniony lekkoatleta, podobnie jak jego kolega Jim Thorpe.
Tewanima wystąpił na igrzyskach olimpijskich w 1908 w Londynie, gdzie zajął 9. miejsce w biegu maratońskim.
Na igrzyskach olimpijskich w 1912 w Sztokholmie zdobył srebrny medal w biegu na 10 000 metrów, rozegranym po raz pierwszy na igrzyskach olimpijskich, za Hannesem Kohlemainenem z Finlandii, a przez innym Finem Albinem Stenroosem. Wystąpił również w biegu maratońskim, w którym zajął 16. miejsce.
Po igrzyskach Tewanima powrócił do rezerwatu, gdzie hodował owce i uprawiał rośliny. Zmarł tragicznie w 1969. Powracając w nocy z ceremonii religijnej pomylił drogę i spadł z dwudziestometrowego klifu.